# Strada M18
La strada M18 (in ucraino Автошлях M18?, Avtošljak M18) è una strada ucraina che unisce Charkiv, la seconda città del paese, con le coste sud-orientali della Crimea.
Il tratto compreso tra Novomoskovs'k e Jalta forma parte della strada europea E105.
Il tratto compreso tra Jalta e il confine settentrionale della Crimea dal 2014 è sotto il controllo de facto della Russia in seguito all'annessione della penisola. Le autorità russe fanno riferimento alla sezione crimeana della M18 come 35A-002.